# Palácio de Grassalkovich

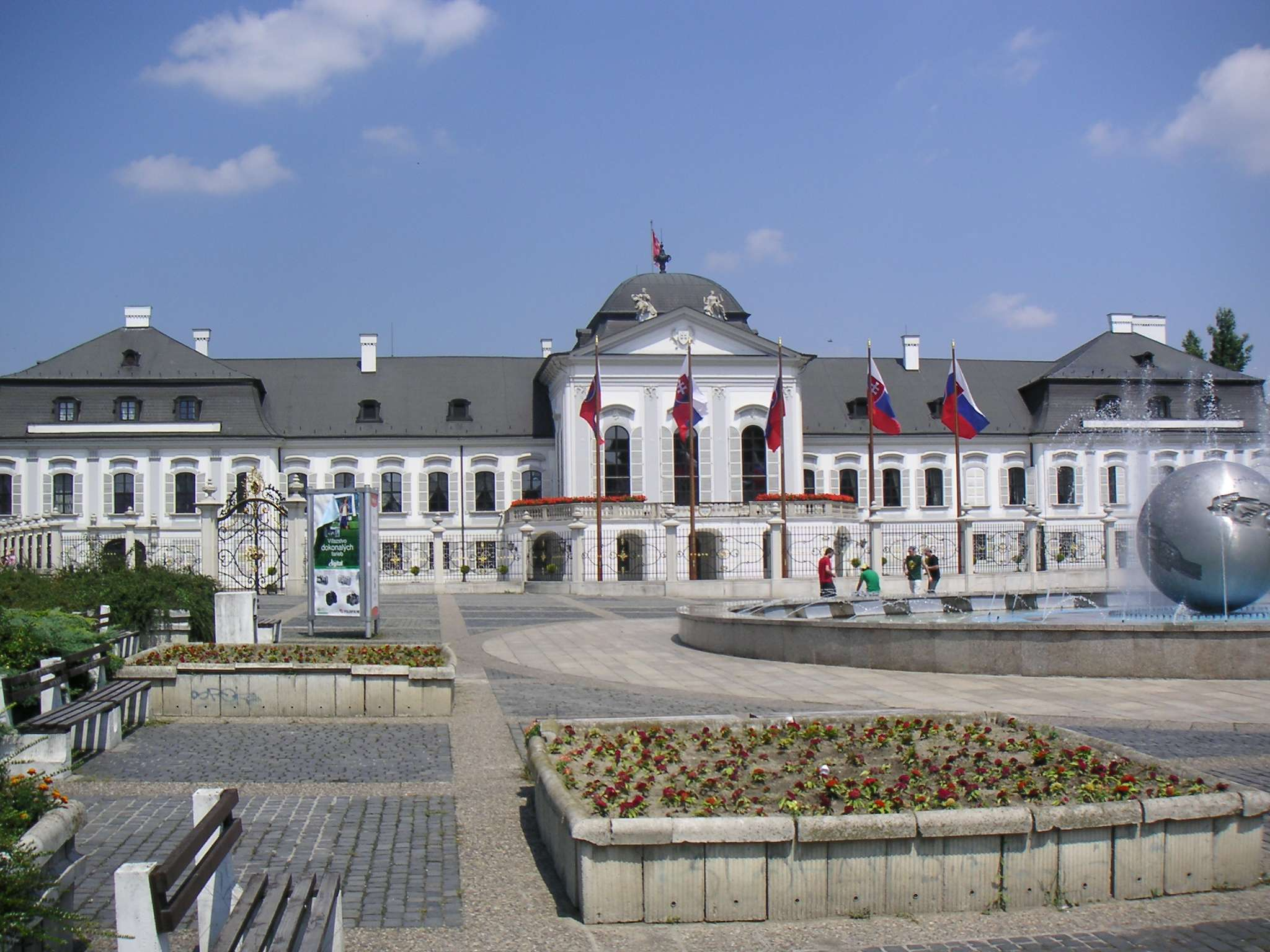
O Palácio de Grassalkovich

O Palácio de Grassalkovich (Grasalkovičov palác, em eslovaco), também conhecido como Palácio Presidencial (Prezidentský palác), é a residência do Presidente da Eslováquia, em estilo barroco tardio e decoração rococó. Está localizado em Bratislava.